# Palapa
Palapa ist eine Reihe von geostationären Kommunikationssatelliten der Indosat, einem indonesischen Telekommunikationsunternehmen.

## Geschichte
Das Programm wurde im Februar 1975 gestartet, um die rund 13.000 Inseln des Staates vollständig nachrichtentechnisch zu erschließen und mit Telefon, Fernsehen und Datendiensten zu versorgen. So sollten auch die Orbitalpositionen gesichert werden. Darüber hinaus wird das System für meteorologische Zwecke sowie für die zivile Luftfahrt eingesetzt. Die Regierung von Indonesien vereinbarte zu dieser Zeit mit Hughes (heute Boeing Satellite Systems) die Lieferung der ersten zwei Satelliten Palapa 1A und 1B. Der Name Palapa wurde vom Präsidenten Suharto gewählt und bedeutet „Früchte der Arbeit“. Der Name Palapa ist auch eine Anspielung auf „SUMPAH Palapa“ dem Schwur der Gajah Mada, einem König des javanesischen Majapahit-Reiches aus dem 14. Jahrhundert aus dem Pararaton (Buch der Könige). Gajah Mada schwor, dass er nicht alle Gewürze schmecken würde, solange es ihm nicht gelungen sei Nusantara (im Indonesischen Archipel) zu einigen. Durch die Bezugnahme auf diesen alten Schwur wurde die Palapa-Satellitenreihe auch mit der modernen Version der Idee der Wiedervereinigung Indonesiens in Zusammenhang gebracht.
Der erste Satellit wurde am 9. Juli 1976 gestartet und in eine Position von 77° östlicher Länge gebracht. Er hatte 12 Transponder, die es erlaubten etwa 5000 Telefongespräche oder 12 Fernsehprogramme an die zu dieser Zeit 40 Bodenstationen zu übertragen. Das System wurde am 16. August 1976 offiziell in Betrieb genommen, und seit 1979 erfolgt auch eine Nutzung auf Mietbasis durch andere asiatische Staaten wie den Philippinen, Malaysia und Thailand. 1983 startete dann mit Palapa 2A der erste Satellit der nachfolgenden Generation. Der bekannteste Satellit der Reihe ist Palapa B2, welcher mit dem Space Shuttle ausgesetzt wurde, aber nicht die vorgesehene Umlaufbahn erreichte und in einer zweiten Shuttle-Mission geborgen wurde.
Die Palapa-Satelliten wurden von der staatlichen Telekommunikationsgesellschaft Perusahaan Umum Telekomunikasi („Perumtel“) betrieben, die 1991 in Telkom Indonesia umbenannt wurde. Die Deregulierung des indonesischen Telekommunikationsmarkts führten zur Gründung der Firma PT Satellit Palapa Indonesia (Satelindo), an der auch die Telkom Anteile hatte. Der Satellit Palapa B2P und seine Kunden wurden an Satelindo übergeben, Palapa B2R und Palapa B4 verblieben bei Telkom.

## Satellitenflotte
| Name                      | Hersteller | Satellitenbus   | Start           | Trägerrakete     | Position  | Bemerkungen |
| ------------------------- | ---------- | --------------- | --------------- | ---------------- | --------- | --- |
| Palapa-A1                 | Hughes     | HS-333          | 8. Juli 1976    | Delta-2914       | 83° Ost   | Der spinstabilisierte, zylinderförmige Satellit hatte eine Startmasse von 574 kg, eine Umlaufmasse von 293 kg, eine Höhe von 3,7 m, einen Durchmesser von 1,9 m, etwa 250 Watt Solarzellenleistung, 12 Transponder mit je 36 MHz Bandbreite und eine geplante Lebensdauer von sieben Jahren. Der Start erfolgte von Cape Canaveral LC-17A. Er ist seit 1985 außer Betrieb. |
| Palapa-A2                 | Hughes     | HS-333          | 3. März 1977    | Delta-2914       | 77° Ost   | Der spinstabilisierte, zylinderförmige Satellit hatte eine Startmasse von 574 kg, eine Umlaufmasse von 293 kg, eine Höhe von 3,7 m, einen Durchmesser von 1,9 m, etwa 250 Watt Solarzellenleistung, 12 Transponder mit je 36 MHz Bandbreite und eine geplante Lebensdauer von sieben Jahren. Der Start erfolgte von Cape Canaveral LC-17A. Er ist seit 1988 außer Betrieb. |
| Palapa-B1                 | Hughes     | HS-376          | 24. Juni 1983   | Space Shuttle    | 134° Ost  | Der spinstabilisierte, zylinderförmige Satellit hatte eine Startmasse von 1200 kg, eine Umlaufmasse von 650 kg, eine Höhe von 6,70 m (2,84 m verstaut), einen Durchmesser 2,16 m, 24 Transponder mit je 36 MHz Bandbreite und eine geplante Lebensdauer von acht Jahren. Die Solarzellen liefern etwa 1 kW Leistung. Der Start erfolgte vom Kennedy Space Center aus bei der Mission STS-7. Er wurde 1991 nach Kauf durch PT Pasifik Satelit Nusantara in Palapa Pacific 1 umbenannt. Seit Oktober 1995 ist er außer Betrieb und driftet aus der Bahn. |
| Palapa-B2                 | Hughes     | HS-376          | 3. Februar 1984 | Space Shuttle    | -         | Der spinstabilisierte, zylinderförmige Satellit hatte eine Startmasse von 1200 kg, eine Umlaufmasse von 650 kg, eine Höhe von 6,70 m (2,84 m verstaut), einen Durchmesser 2,16 m, 24 Transponder mit je 36 MHz Bandbreite und eine geplante Lebensdauer von acht Jahren. Die Solarzellen liefern etwa 1 kW Leistung. Der Start erfolgte vom Kennedy Space Center aus bei der Mission STS-41-B. Da er seine geplante Umlaufbahn durch einen Fehler im Apogäumsmotor nicht erreichte, wurde er bei STS-51-A wieder eingefangen und später als PALAPA-B2R wieder gestartet. |
| Palapa-B2P                | Hughes     | HS-376          | 20. März 1987   | Delta-3920 PAM-D | 142° Ost  | Er wurde als PALAPA B3 geplant, aber als Ersatz für Palapa-B2 gestartet. Der zylinderförmige Satellit hatte eine Startmasse von 1200 kg, eine Umlaufmasse von 650 kg, eine Höhe von 6,70 m, einen Durchmesser 2,16 m (2,84 m verstaut), 24 Transponder mit je 36 MHz Bandbreite und eine geplante Lebensdauer von acht Jahren. Die Solarzellen liefern etwa 1 kW Leistung. Der Start erfolgte von Cape Canaveral LC-17B. Mitte 1996 wurde er an PT Pasifik Satelit Nusantara verkauft und dann als Agila 1 bezeichnet. Seit Januar 1998 ist er außer Betrieb und driftet aus der Bahn. |
| Palapa-B2R                | Hughes     | HS-376          | 13. April 1990  | Delta-6925-8     | 42,5° Ost | Ehemals Palapa 2, wurde unter neuem Namen nach Wartung erneut gestartet. Der zylinderförmige Satellit hatte eine Startmasse von 1200 kg, eine Umlaufmasse von 650 kg, eine Höhe von 6,70 m, einen Durchmesser 2,16 m (2,84 m verstaut), 24 Transponder mit je 36 MHz Bandbreite und eine geplante Lebensdauer von acht Jahren. Die Solarzellen liefern etwa 1 kW Leistung. Der Start erfolgte von Cape Canaveral LC-17B. Seit Juni 2005 ist der Satellit außer Betrieb und wurde auf eine Parkbahn gebracht. Der Satellit wurde ab Januar 2001 an den US Operator Newsat verleast und als Newsat 1 bezeichnet. |
| Palapa-B4                 | Hughes     | HS-376          | 13. Mai 1992    | Delta-7925-8     | 65,5° Ost | Der zylinderförmige Satellit hatte eine Startmasse von 1200 kg, eine Umlaufmasse von 650 kg, eine Höhe von 6,70 m, einen Durchmesser 2,16 m (2,84 m verstaut), 24 Transponder mit je 36 MHz Bandbreite und eine geplante Lebensdauer von acht Jahren. Die Solarzellen liefern etwa 1 kW Leistung. Der Start erfolgte von Cape Canaveral LC-17B. Seit August 2005 ist der Satellit außer Betrieb und wurde auf eine Parkbahn gebracht. |
| Palapa-C1                 | Hughes     | HS-601          | 1. Februar 1996 | Atlas-2AS        | 113° Ost  | Der Satellit war als Ersatz für Palapa B2P geplant. Der Start erfolgte von Cape Canaveral LC-36B. Der Satellit hatte eine Startmasse von 3000 kg, eine Umlaufmasse von 1775 kg, eine Höhe von 4,70 m, eine Breite und Länge beim Start 3,60 m und im All mit den vier entfalteten Antennen 7,5 m. Die Solarzellenflächen mit 21 m Spannweite liefern etwa 3,73 kW Leistung. Der Satellit hat seit November 1998 Batterieprobleme und wurde zuerst abgeschrieben und so zum Versicherungsfall. Da er jedoch zum großen Teil funktionsfähig ist und nur zyklisch zum Batterieladen für wenige Stunden in Standby versetzt werden muss, wurde er als HGS 3, später Anatolia 1 und dann als Paksat 1 wieder genutzt. Der würfelförmige Satellit ist mit 30 C-Band (davon sechs Reserve und extended C-Band) Transpondern mit 36 MHz Bandbreite und 21,5 Watt Sendeleistung sowie 4 Ku-Band Transpondern mit 72 MHz Bandbreite und 135 Watt Sendeleistung ausgerüstet. |
| Palapa-C2                 | Hughes     | HS-601          | 16. Mai 1996    | Ariane-44L       | 113° Ost  | Der Start erfolgte vom Centre Spatial Guyanais ELA-2. Der Satellit ist Baugleich mit Palapa C1. |
| Palapa-D1                 | Thales     | Spacebus-4000B3 | 31. August 2009 | CZ-3B            | -         | Der Satellit wurde 2007 von Indosat bei Thales Alenia Space bestellt und ohne amerikanische Bauteile gebaut. Er trägt 35 C-Band (24 Standard und 11 Extended) und 5 Ku-Band Transponder, hat eine Startmasse von etwa 4,1 t, eine Leistung von 6 kW und eine geplante Lebensdauer von 15 Jahren. Er wurde wegen einer Fehlfunktion der Drittstufe der Trägerrakete in einem zu niedrigen Orbit ausgesetzt. |
| Palapa-N1 (Nusantara Dua) | CAST       | DFH-4E          | 9. April 2020   | CZ-3B            | -         | Der Satellit ging beim Fehlstart der Rakete verloren. |

Daneben werden auch zwei Satelliten der TELKOM-Serie betrieben, die am 21. August 1999 und am 2. November 2005 vom Centre Spatial Guyanais aus mit Ariane-Raketen gestartet wurden.